# Parafia Matki Bożej Anielskiej w Czarnej Wsi
Parafia pw. Matki Bożej Anielskiej w Czarnej Wsi – rzymskokatolicka parafia administracyjnie należąca do dekanatu Wasilków, archidiecezji białostockiej, metropolii białostockiej.

## Obszar parafii
W granicach parafii znajdują się miejscowości:

- Czarna Wieś Kościelna,
- Burczak,
- Chmielnik,
- Czarna Białostocka (ul. Wrzosowa),
- Dworzysk,
- Karczmisko,
- Klimki,
- Kosmaty Borek,
- Krzyżyk,
- Lacka Buda,
- Łapczyn, Ogóły,
- Oleszkowo,
- Ruda Rzeczka,
- Wólka Ratowiecka,
- Złotoria